# Khyaha
Khyaha (nep. ख्याह) – gaun wikas samiti w zachodniej części Nepalu w strefie Lumbini w dystrykcie Palpa. Według nepalskiego spisu powszechnego z 2001 roku liczył on 540 gospodarstw domowych i 2568 mieszkańców (1457 kobiet i 1111 mężczyzn).